# Тохмаярві
Тохмаярві (фін. Tohmajärvi) — муніципалітет у Фінляндії, розташований у регіоні Центральна Карелія в південній частині провінції Північна Карелія, вздовж Національного шостого шосе і на східній кінцевій частині Національного дев'ятого шосе. Національне дев'яте шосе також є на території муніципалітету частиною туристичного т.з. Блакитного маршруту (фін. Sininen tie нор. Blå vegen швед. Blå vägen рос. Голубая дорога) з Норвегії до Росії. Також дорога Runo ja raja проходить через муніципалітет. У муніципалітеті проживає 4 164 людини , а його площа становить 895,36км 2, з яких 57,61км 2 є водоймами. Щільність населення 4,97 жителів/км 2 .
У муніципалітеті Тохмаярві розташований найсхідніший наземний пункт перетину пасажирського кордону ЄС Нійрала .
Церква Тохмаярві, побудована під керівництвом Ескіля Колленіуса і завершена в 1756 році, є найстарішою дерев'яною церквою в Північній Карелії.

## Географія
Сусідніми муніципалітетами Тохмаярві є Йоенсуу, Кітее та Ряаккюля . У минулому сусідніми муніципалітетами також були Кійхтелюсваара, Пюхяселькя, Тууповаара та Вяртсіля . На сході муніципалітет межує з Росією.
Об’єкти Natura Тохмаярві включають природний комплекс долини Вяртсіля, гаї Тохмаярві, Сяркіярві, Пеійонніеменлахті та його акваторію, включені в національну програму охорони хребта  Мултасярккя-Ліколаммінкангас і Каннусваара, ставки Кангасваара-Кенраалінкюля і Гірвісуо, оточені болотами. 
Під муніципальною будівлею Тохмаярві розташована унікальна 11000-річна земляна печера. Печера має довжину близько 8 метрів і висоту 1,5 метра. 

## Села
Асема, Аккала, Йоухкола, Ярвентаус, Кантосюр'я, Кауріла (Кауріланваара), Каустаярві, Кеміє (муніципальний центр), Кенраалінкюля, Кутсу (Кутсунваара), Муртоі, Нійрала, Онкамо, Патсола, Пеійонніемі, Петраваара, Рійкола, Рістее, Сааріо, Тенка, Тіккала, Уусікюля, Ватала, Тімола, Вепся, Уусі-Вяртсіля, Вяртсіля.

### Міські райони
Наприкінці 2017 року у Тохмаярві проживав 4571 житель, з яких 1521 мешкав у міській місцевості, 2994 у малонаселених пунктах, і місце проживання 56 невідоме. Ступінь агломерації Тохмаярві становить 33,7%.  У муніципалітеті є лише одна агломерація Кеміе . 

## Історія
За Московським мирним договором 1940 року, який завершив Зимову війну, більша частина регіону Тохмаярві залишилася у Фінляндії, але невелика територія на кордоні Кітее та Пялк’ярві та на кордоні Пялк’ярві та Вяртсіля була включена до переданих Радянському союзу територій.  З іншого боку, частина регіону Пялк'ярві, що залишилася у Фінляндії, була приєднана до Тохмаярві, тому Тохмаярві, не включаючи Руоколахті та Юлямаа, є єдиним із фінських муніципалітетів, який фактично розширився за рахунок територіальних втрат, спричинених війною.
Муніципалітети Тохмаярві та Вяртсіля об'єдналися в 2005 році, після двох років з об'єднання їхніх парафій. Злиття було здійснено шляхом скасування обох старих муніципалітетів і створення нового муніципалітету Тохмаярві. У зв'язку з цим Тохмаярві відмовився від свого герба, встановленого в 1953 році, і колишній муніципальний герб Вяртсіля став гербом Тохмаярві . Населення Тохмаярві на 31 грудня 2004 року до об'єднання становило 4897 осіб і Вяртсіля 614 особи  .

Герб муніципалітету Тохмаярві в 1953–2004 роках

## Адміністрація
Після того як Оллі Рійконен, який був муніципальним керівником Тохмаярві з 2005 року, пішов у відставку, Мікко Льоппьонен був обраний його наступником до кінця липня 2022 року. 
У міській раді є 27 місць, з яких партія "Фінляндський центр" має 10, СДП — 7, Національна коаліція — 4, партія "Лійке Нют" — 3, Істинні фіни — 2 і Християнські демократи — 1.  Голова міської ради – Йоуні Мартістін від СДП.  У муніципальному уряді є 7 місць, з яких 3 посідає "Фінляндський центр", 2 - СДП, 1 - Національна коаліція та 1 місце - "Лійке нют".  Гелена Пакарінен з Фінляндського центру є головою муніципальної ради. 

## Економіка
У 2015 році в муніципалітеті було 1374 робочих місця. 18% з них припадало на первинне виробництво (сільське, лісове та рибне господарство), 70% на послуги і 10% на переробку. Частка переробки була меншою, ніж у цілому по країні (20%), а частка основного виробництва - вищою, ніж у цілому по країні (3%). 
У 2016 році компаніями, які сплатили найбільше корпоративного податку, були спільний ліс Kutsu-Oskola, Taru Tiilikainen Oy, яка володіє K-Market, і Metsä-Karvinen.  Сім'я Тіілікайнен керує магазином у Кеміе вже протягом трьох поколінь. 

## Освіта
- Громадський центр освіти Ахйо, 1–6 кл.
- Школа Тіккала 1–6 кл.
- Ліцей Тохмайярві
- Громадський коледж Тохмаярві
- Центрально-Карельський музичний коледж

## Спортивні клуби
- Тіккалан Вейкот
- Ендуроклуб Tohmajärvi
- Тохмаярвен Паллосеура (футбол)
- Тохмаярвен Помппу (бейсбол)
- Тенісний клуб Тохмаярві
- Спортсмени Тохмаярві
- Спортзал Tomppa – Tohmajärvi
- Змагання Värtsilä
- Сталь Вяртсіля

## Події та пам'ятки
- Potsipäivät — це літній фестиваль, який відзначають у вихідні після середини літа. Свою назву захід отримав від порося з п’єси Маію Лассіла "По сірники"
- Дні Värtsilä в середині липня
- Hämärätori в на території в кінці вересня
- Мистецький особняк Puun Sielu
- Музейний район Тохмаярві, де напр. Музей дому та аптеки будинку Нюмана, кріпацька хата, у якій щоліта грається вистава "Катрі Гелена", музей сторожа та сарай будинка Маію Лассіла
- Музей електростанції Сааріо
- Шкільний музей Кауріла
- Музей млина Вяртсіля